# Pinçament subacromial
La síndrome del pinçament subacromial o, senzillament, pinçament subacromial és una síndrome que implica una tendinitis (inflamació dels tendons) dels músculs del manegot dels rotatoris quan passen per l'espai subacromial, el pas per sota de l'acromi. S'associa particularment amb la tendinitis del múscul supraespinós. Això pot provocar dolor, debilitat i pèrdua de moviment a l'espatlla.